# Île aux Récifs
Ile aux Récifs (anglais : Recif Island, littéralement : île avec récif) est une île inhabitée dans l'archipel central des Seychelles dans l'océan Indien occidental entre Frégate et Mahé. Elle se divise en deux îles distinctes à marais basse.